# Crematogaster quadriformis
Crematogaster quadriformis är en myrart som beskrevs av Julius Roger 1863. Crematogaster quadriformis ingår i släktet Crematogaster och familjen myror.

## Underarter
Arten delas in i följande underarter:
- C. q. erici
- C. q. gracilior
- C. q. quadriformis
- C. q. roveretoi
- C. q. vezenyii

## Bildgalleri

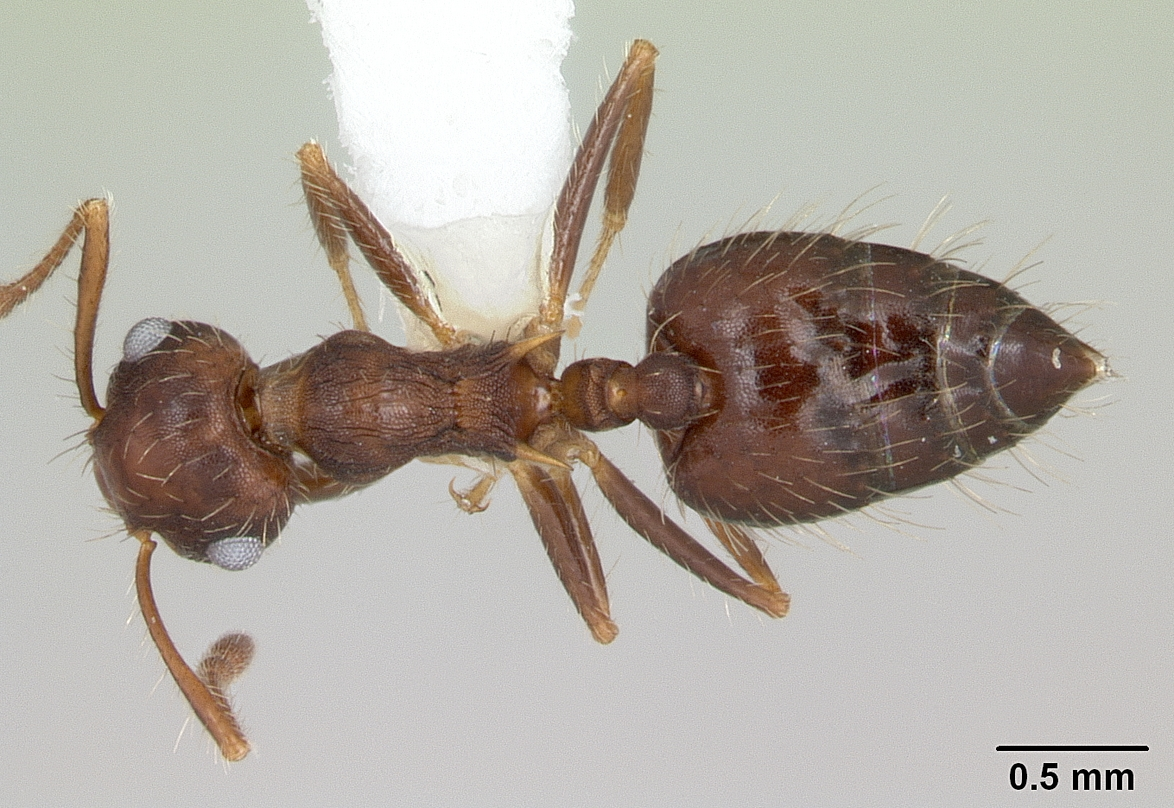
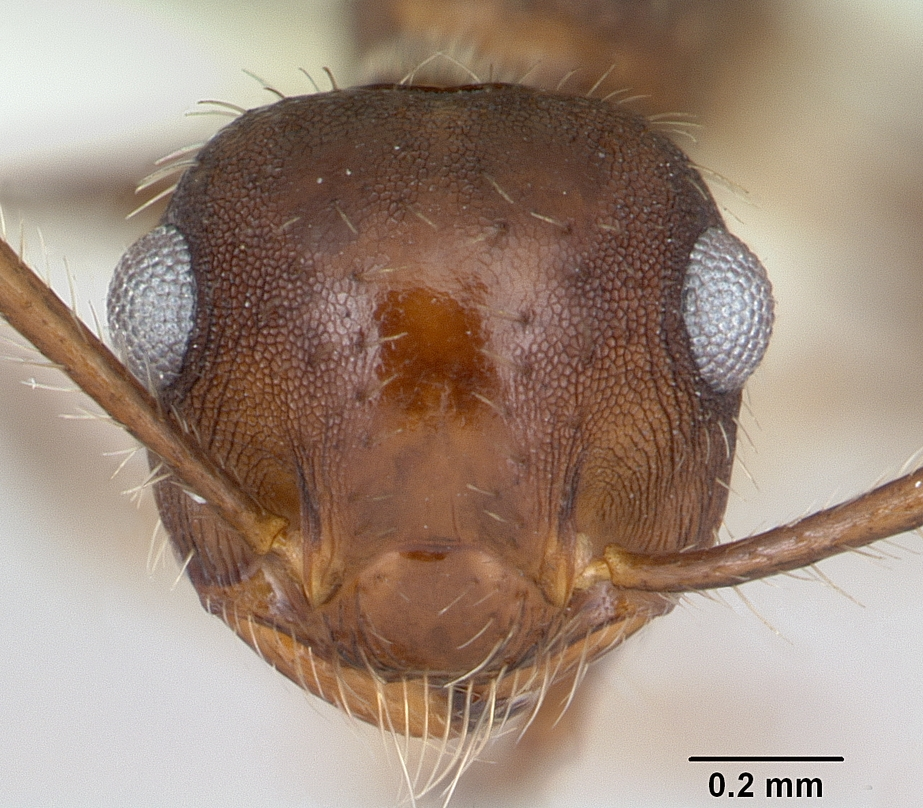
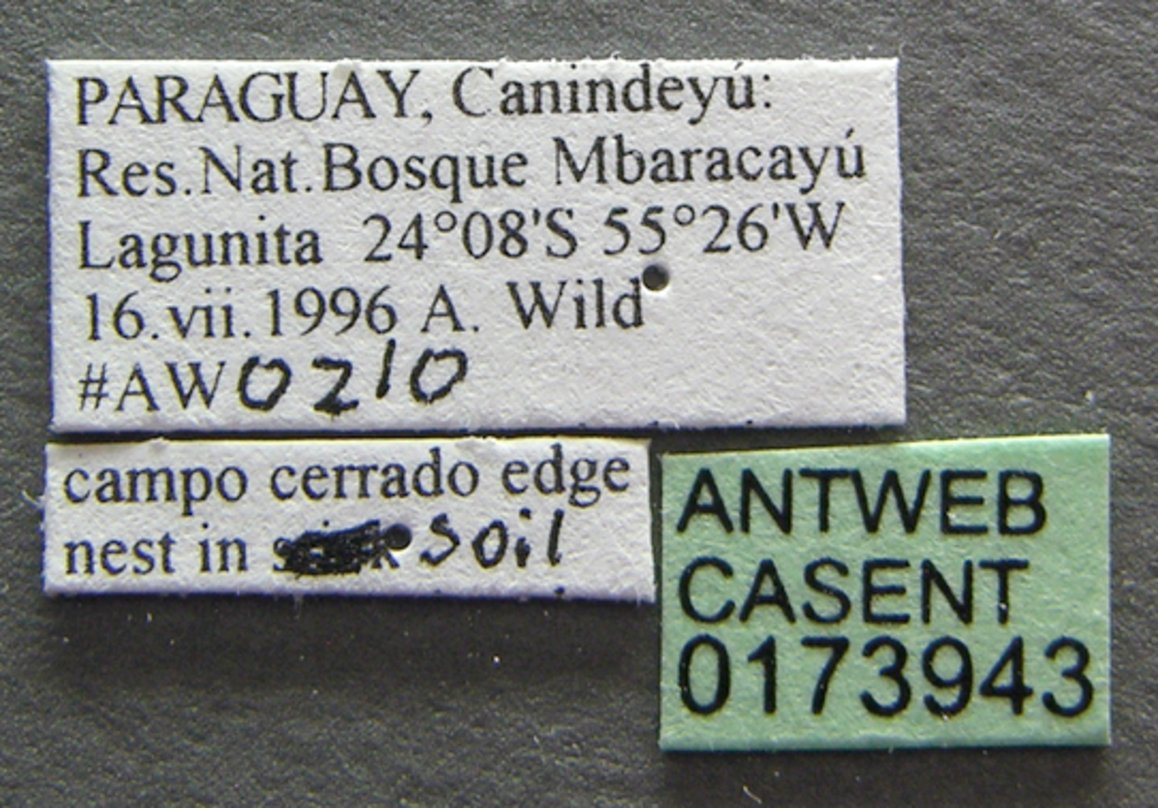
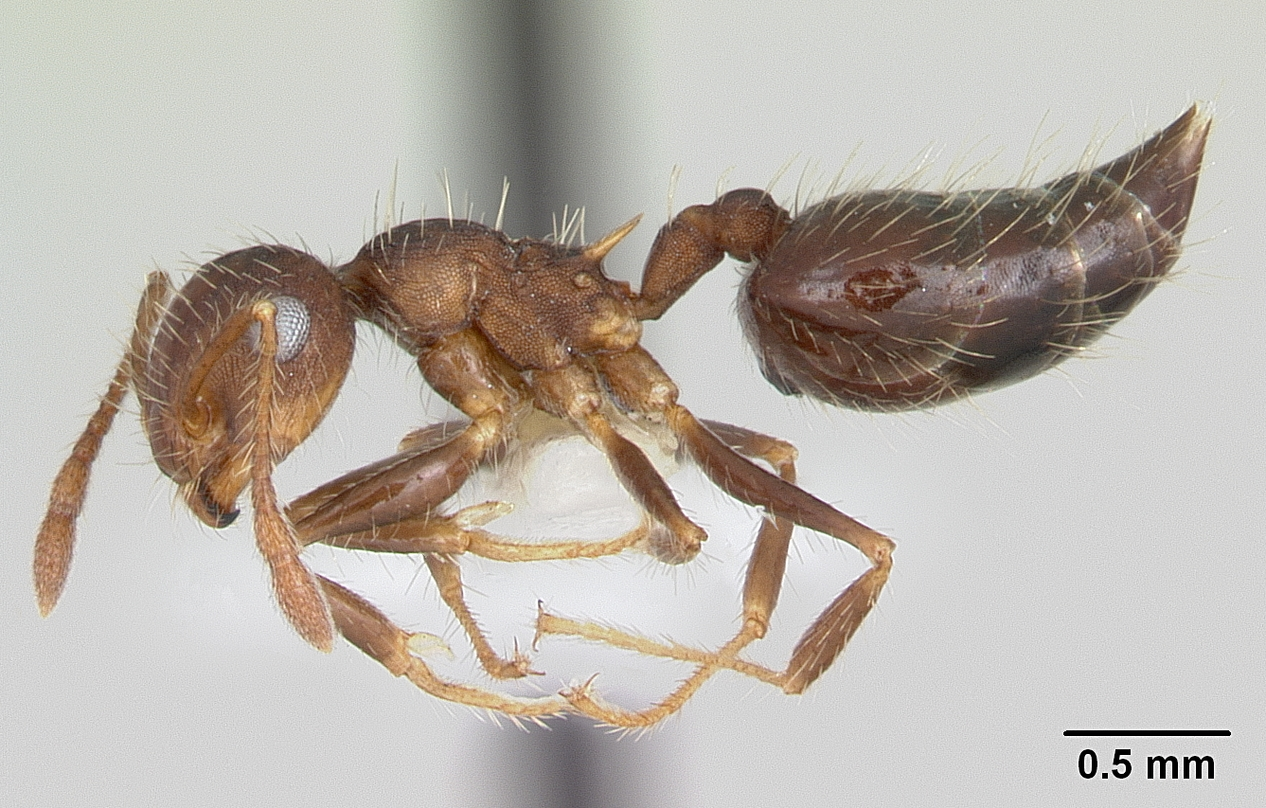
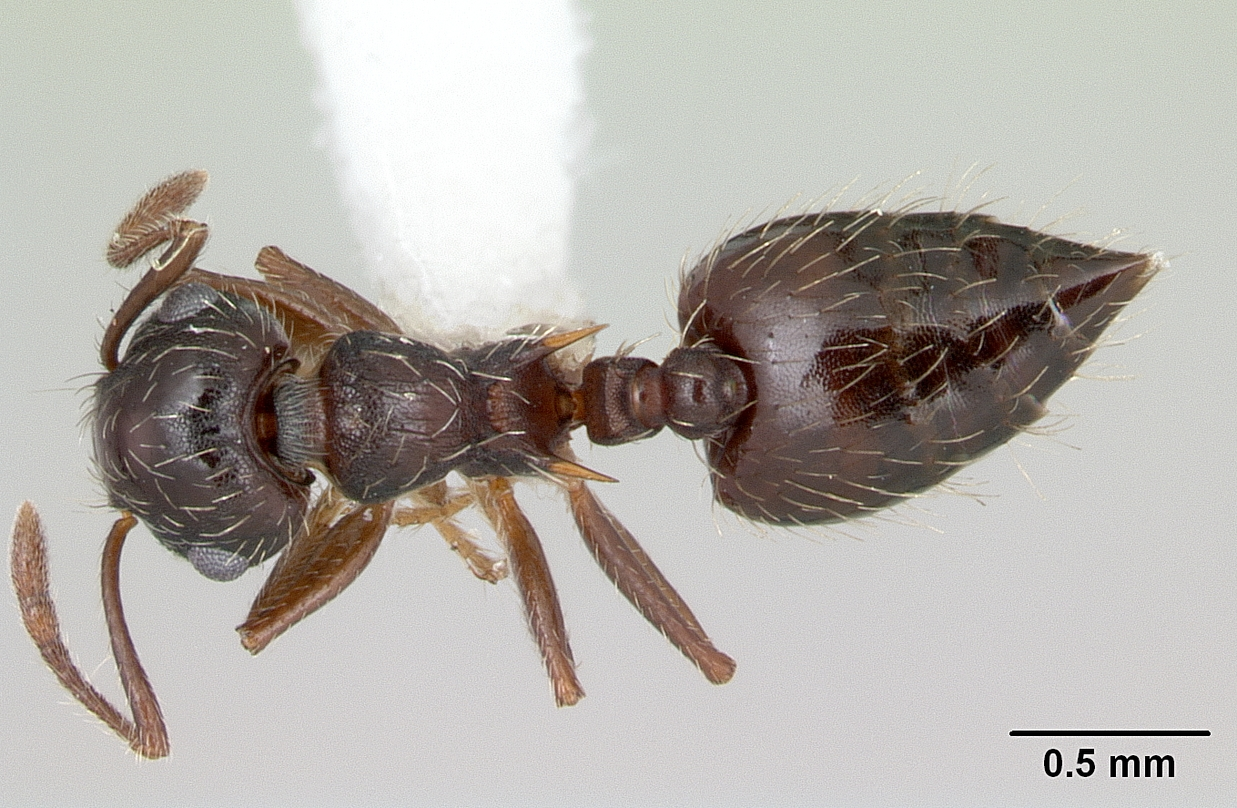
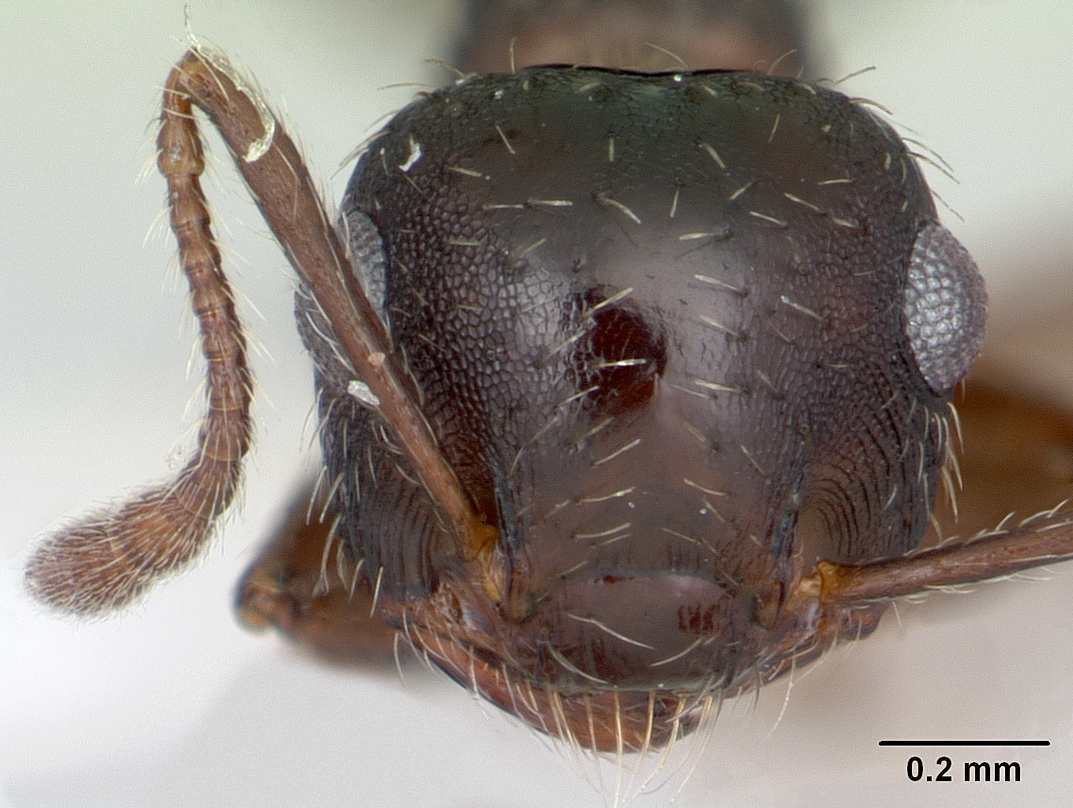